# Buschige Kapringelblume
Die Buschige Kapringelblume (Dimorphotheca sinuata) ist eine Pflanzenart aus der Gattung der Kapringelblumen (Dimorphoteca) in der Familie der Korbblütler (Asteraceae).

## Merkmale
Dimorphotheca sinuata ist eine einjährige krautige Pflanze, die Wuchshöhen von 10 bis 30 Zentimeter erreicht. Stängel und Blätter sind fast kahl. Die aromatischen Laubblätter sind verkehrteilanzettlich, rau, geschweift gezähnt, 7 bis 10 Zentimeter lang und 2 bis 3 Zentimeter breit. 
Die körbchenförmigen Blütenstände öffnen sich bei voller Sonne, weisen einen Durchmesser von 3 bis 4 Zentimeter auf und enthalten Zungen- (Strahlenblüten) und Röhrenblüten (Scheibenblüten). Die radiärsymmetrischen Röhrenblüten sind violettbraun. Die zygomorphen Zungenblüten sind gelb, orange, lachsfarben oder weiß, der Grund ist zum Teil tief-violett gefärbt.
Die Blütezeit reicht von Juli bis September, zum Teil beginnt sie auch schon im Juni.
Als Früchte werden Achänen gebildet. Die Ächanen die aus den Röhrenblüten sehen anders aus wie die aus den Zungenblüten. Daraus leitet sich auch der botanische Gattungsname ab: aus den griechischen Wörtern dis für zwei, morphe für Gestalt und theka für Frucht.

## Vorkommen
Die Buschige Kapringelblume stammt aus dem südwestlichen Afrika. Sie kommt in der westlichen Kap-Provinz, in Namaqualand und Namibia in Annuellenfluren auf Sandböden und Kalkrippen vor.

## Kultur
Die Buschige Kapringelblume wird als Zierpflanze in Sommerrabatten, Staudenbeeten und Steingärten sowie als Kübelpflanze und Schnittblume genutzt. Die Aussaat zur Vorkultur im Frühbeet kann ab März stattfinden, die vorgezogenen Pflanzen können ab Mitte Mai ausgepflanzt werden oder es wird ab April direkt im Freiland ausgesät. Sie bevorzugt im Garten einen sonnigen, sandigen Standort, der nicht feucht ist.
Es wird meist nicht die Art selbst, sondern Hybriden mit der Regenanzeigenden Kapringelblume (Dimorphoteca pluvialis) kultiviert, sogenannte Aurantiaca-Hybriden. Diese besitzen Blütenkörbchen mit einem Durchmesser von bis zu 12 Zentimeter und werden 15 bis 50 Zentimeter hoch.
Sorten (Auswahl):
- 'Sommermode': 30 Zentimeter hoch, mit pastellfarbenen Blüten
- 'Tetra Goliath': 40 bis 50 Zentimeter hoch, große Blütenstände, wird als Schnittblume genutzt
- 'Spring Flash Orange': kompakte Pflanze, Blüten orange

## Belege
- Eckehart J. Jäger, Friedrich Ebel, Peter Hanelt, Gerd K. Müller (Hrsg.): Rothmaler Exkursionsflora von Deutschland Band 5 Krautige Zier- und Nutzpflanzen. Spektrum Akademischer Verlag, Berlin Heidelberg 2008, ISBN 978-3-8274-0918-8.
- Beschreibung bei plantzafrica (engl.)